# Lamas (tỉnh)
Tỉnh Lamas (tiếng Tây Ban Nha: Provincia de Lamas) là một tỉnh thuộc vùng San Martín của Peru. Tỉnh Lamas có diện tích 5041 kilômét vuông, dân số thời điểm theo điều tra dân số ngày 11 tháng 7 năm 1993 là 67253 người. Tỉnh lỵ đóng ở Lamas.